# Гольцовая
Гольцо́вая — река в Таймырском Долгано-Ненецком районе Красноярского края России, протекает по северу Таймыра, на полуострове Челюскин. 

## Общие сведения
Берёт начало из озера Бутылка в точке с координатами 76°30′04″ с. ш. 105°17′42″ в. д. на высоте 149 м над уровнем моря. В верховьях, до впадения реки Сестер, течёт преимущественно в западном направлении. Затем направление меняется на северное. Протекает в ландшафте арктической тундры. Впадает в Залив Терезы Клавенес. При впадении образует общий эстуарий с Клязьмой.  Длина реки составляет 115 км. Площадь водосборного бассейна — 2840 км².
В верховьях река имеет ширину 70 метров, глубину 0,8 метра, твёрдый грунт дна, скорость течения — 0,3-0,6 м/с. Населённые пункты на реке отсутствуют.

## Притоки
По порядку от устья, только поименованные:
- 13 км: Поперечная (лв.)
- 27 км: Борзова (лв.)
- 52 км: Чистая (пр.)
- 76 км: Дорожная (пр.)
- 83 км: Широкая (лв.)